# Icupima ampliata
Icupima ampliata är en skalbaggsart som beskrevs av Martins, Galileo, Tavakilian, Galileo och Tavakilian 2008. Icupima ampliata ingår i släktet Icupima och familjen långhorningar. Inga underarter finns listade i Catalogue of Life.